# قائمة نهائيات كأس آسيا

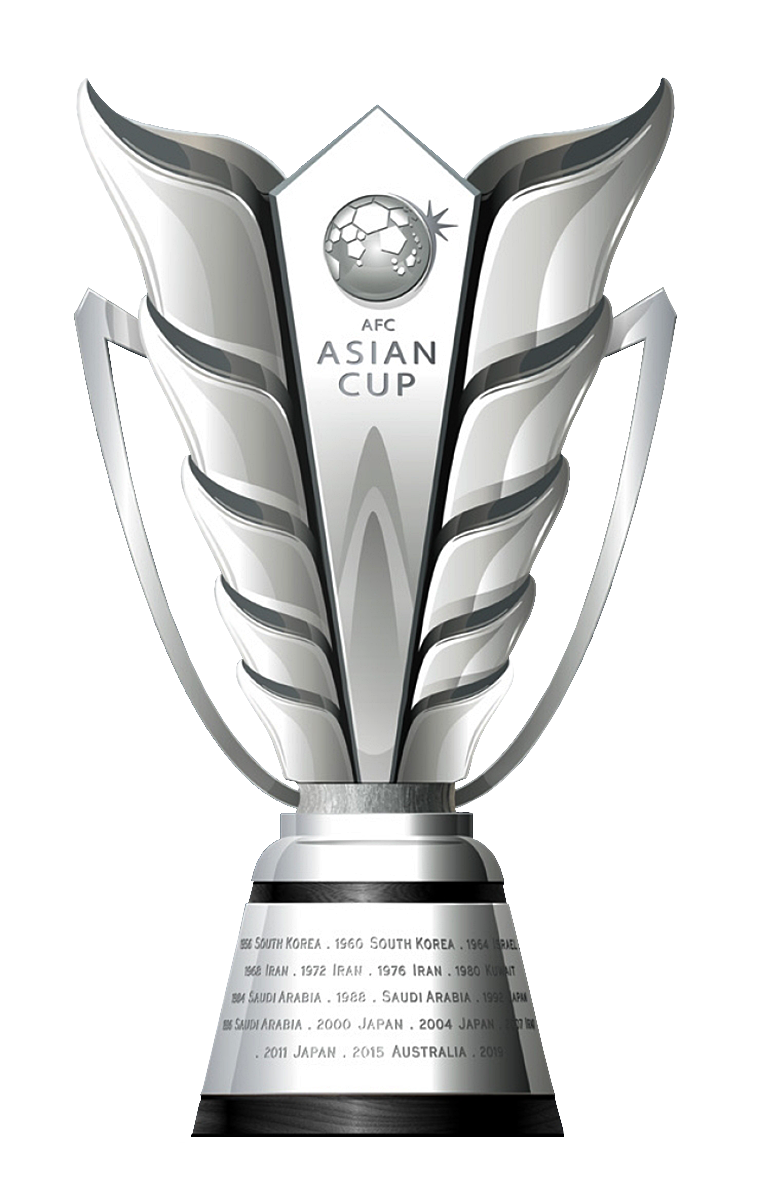
مجسم رقمي لجائزة كأس آسيا

كأس آسيا هي البُطولة الأكبر على مُستوى كرة القدم في آسيا. أُنشئت في عام 1956. يتنافس عليها الفُرق الوطنية للرجال الأعضاء في الاتحاد الآسيوي لكرة القدم (AFC) التي هي الهيئة الحاكمة لرياضة كُرة القَدم الآسيوية، وتُعقَد البُطولة كل أربع سنواتٍ. كان أول مُنتخب يُحقق البُطولة هو مُنتخب كوريا الجنوبية، الذي فاز بها بدورة روبن، وقد لُعبَت أول مُباراةٍ نهائية في 1972 حيثُ فازت إيران على كوريا الجنوبية بنتيجة 2-1 بعد الوقت الإضافي. شهدت آخر مُباراة نهائية والتي أُقيمت في أبو ظبي بعام 2019 فوز قطر على اليابان بثلاثة أهداف مُقابل هدف واحِد.
المُباراة النهائية لكأس آسيا هي الأخيرة في المُسابقة، ونتيجتها تُحدد المُنتخب البطل. اعتبارًا من نُسخَة 2019، إذا استمرَّت نتيجة المُباراة مُتعادلة بعد 90 دقيقة من اللعب، تُضاف 30 دقيقة أُخرى (15 دقيقة لكُلِّ شوط)، وتسمى أشواطًا إضافيةً. إذا استمرَّ التعادل بعد الأشواط الإضافية، يُنتَقل لركلات الترجيح. ثم يُعلن المُنتخَب الفائز بركلات الترجيح بطلاً للمُسابقة. مِن ثلاثة عشر نهائيًا حتى الآن دخلت فقط خمس مٍبارياتٍ في الوقت الإضافي، واثنان من تلك المُباريات الإضافية انتهت بركلات الترجيح.
تُعتبَر اليابان الأكثر فوزًا باللقب، حيثُ حققته أربع مراتٍ. وبعدها كُلٍ مِن السعودية وإيران ثلاثة مراتٍ. وكوريا الجنوبية مرَّتين. وأخيرًا إسرائيل والكويت وأستراليا والعراق وقطر مَرَّة واحِدة.

## المُباريات النهائية
| #              | لم تُلعَب المُباراة النهائية                 |
| علامة الخنجرية | المُباراة النهائية حُسمَت بالأشواط الإضافية  |
| *              | المُباراة النهائية حُسمَت بالركلات الترجيحية |

- عمود السَّنة يُشير إلى السنة التي أُقيمَت فيها البُطولة الآسيوية، والرَّوابِط تُؤدِّي إلى المَقالة حَول تلك البُطولة.
- تُشير الروابط في أعمدة البطل والوصيف إلى مقالات المُنتخبات الوطنية وليس للمقالات الخاصَّة بالبلدان.
- تُشير الروابِط في عمُود النتيجة النهائية إلى المَقالة حَول المُباراة النهائية لتلك البطولة.
- المصدر:[2]

| السنة | البطل          | النتيجة               | الوصيف                   | الملعب                                | الحضور  |
| ----- | -------------- | --------------------- | ------------------------ | ------------------------------------- | ------- |
| 1956  | كوريا الجنوبية | لم تُلعب المُباراة      | إسرائيل                  | —                                     | —       |
| 1960  | كوريا الجنوبية | لم تُلعب المُباراة      | إسرائيل                  | —                                     | —       |
| 1964  | إسرائيل        | لم تُلعَب المُباراة      | الهند                    | —                                     | —       |
| 1968  | إيران          | لم تُلعب المُباراة      | بورما                    | —                                     | —       |
| 1972  | إيران          | 2–1 (ب.و.إ.)          | كوريا الجنوبية           | الملعب الوطني، بانكوك                 | 15,000  |
| 1976  | إيران          | 1–0                   | الكويت                   | ملعب آزادي، طهران                     | 100,000 |
| 1980  | الكويت         | 3–0                   | كوريا الجنوبية           | ملعب صباح السالم، الكويت              | 25,000  |
| 1984  | السعودية       | 2–0                   | الصين                    | ملعب سنغافورة الوطني، سنغافورة        | 26,000  |
| 1988  | السعودية       | 0–0 (ب.و.إ.) (4–3 ج.) | كوريا الجنوبية           | ملعب حمد بن خليفة، الدوحة             | 20,000  |
| 1992  | اليابان        | 1–0                   | السعودية                 | هيروشيما بيغ آرش، هيروشيما            | 60,000  |
| 1996  | السعودية       | 0–0 (ب.و.إ.) (4–2 ج.) | الإمارات العربية المتحدة | مدينة زايد الرياضية، أبو ظبي          | 60,000  |
| 2000  | اليابان        | 1–0                   | السعودية                 | ملعب مدينة كميل شمعون الرياضية، بيروت | 47,400  |
| 2004  | اليابان        | 3–1                   | الصين                    | ملعب العمال، بكين                     | 62,000  |
| 2007  | العراق         | 1–0                   | السعودية                 | ملعب غيلورا بونغ كارنو، جاكرتا        | 60,000  |
| 2011  | اليابان        | 1–0 (ب.و.إ.)          | أستراليا                 | استاد خليفة الدولي، الدوحة            | 37,174  |
| 2015  | أستراليا       | 2–1 (ب.و.إ.)          | كوريا الجنوبية           | ملعب أستراليا، سيدني                  | 76,385  |
| 2019  | قطر            | 3–1                   | اليابان                  | مدينة زايد الرياضية، أبو ظبي          | 36,776  |
| 2023  | قطر            | 3–1                   | الأردن                   | ملعب لوسيل المونديالي، لوسيل          | 86,492  |

## النتائج حسب البلد
| المُنتخب                  | البطولات                   | الوصافة                    | المراكز الاثنين |
| ------------------------ | -------------------------- | -------------------------- | --------------- |
| اليابان                  | 4 (1992، 2000، 2004، 2011) | 1 (2019)                   | 5               |
| السعودية                 | 3 (1984، 1988، 1996)       | 3 (1992، 2000، 2007)       | 6               |
| إيران                    | 3 (1968، 1972، 1976)       | —                          | 3               |
| كوريا الجنوبية           | 2 (1956، 1960)             | 4 (1972، 1980، 1988، 2015) | 6               |
| الكويت                   | 1 (1980)                   | 1 (1976)                   | 2               |
| أستراليا                 | 1 (2015)                   | 1 (2011)                   | 2               |
| العراق                   | 1 (2007)                   | —                          | 1               |
| قطر                      | 2 (2019) (2023)            | —                          | 1               |
| الصين                    | —                          | 2 (1984، 2004)             | 2               |
| الإمارات العربية المتحدة | —                          | 1 (1996)                   | 1               |
| الهند                    | —                          | 1 (1964)                   | 1               |
| ميانمار                  | —                          | 1 (1968)                   | 1               |
| الأردن                   | —                          | 1 (2023)                   | 1               |

1طُردت إسرائيل من الاتحاد الآسيوي لكرة القدم في أوائل سبعينيات القرن العشرين الميلادي، وأصبحت بَعد ذلك عضوًا في الاتحاد الأوروبي لكرة القدم.

## المَراجِع
1. ↑  "Dazzling new AFC Asian Cup trophy unveiled in Dubai | Football News |". the-AFC (بالإنجليزية البريطانية). Archived from the original on 2020-01-22. Retrieved 2020-04-12.
2. ↑  "AFC ASIAN CUP UAE 2019 POST TOURNAMENT REPORT". مؤرشف من الأصل في 2020-02-15. اطلع عليه بتاريخ 2020-04-12.
3. ↑  "About the IFA". الاتحاد الإسرائيلي لكرة القدم. مؤرشف من الأصل في 2008-05-02. اطلع عليه بتاريخ 2014-07-27.